# Juan Acuña
Pour les articles homonymes, voir Acuña et Naya.
Juan Acuña Naya était un footballeur espagnol né le 11 janvier 1923 à La Corogne et mort le 30 août 2001. Il jouait au poste de gardien de but.

## Carrière
- 1938-1955 : Deportivo La Corogne ( Espagne)

## Distinctions
- 1 sélection en équipe nationale (Espagne)
- 3-2 Suisse (Mestalla, Valence, 28 décembre 1941)
- 4 Trophées Zamora